# الزوج الأبدي (رواية)
الزوج الأبدي رواية للأديب الروسي فيودور دوستويفسكي، نشرت سنة 1870 بمجلة الفجر الأدبية. تسرد الرواية، عبر فصولها السبعة عشر، علاقة معقدة بين فيلتشانينوف وتروسوتسكي، الزوج الأرمل لعشيقته المتوفاة. تتميز الرواية بأسلوب يتراوح بين التراجيديا والكوميديا، وعمق التحليل النفسي لشخصياتها.

كتب دوستويفسكي الرواية خلال مقامه بمدينة دريسدن الألمانية، إبان هجرته الأوروبية، بين صيف وخريف سنة 1869، بطلب من صديقه الناقد ستراخوف، بنية نشرها، مسلسلة، في مجلة الفجر الأدبية. قام دوستويفسكي بإحراق المخطوطة الأصلية للرواية، خوفا من تفتيش حرس الحدود الروس، قبل عودته إلى روسيا في ربيع 1871.

## شخصيات الرواية
- فيلتشانينوف
- بافيل بافلوفيتش (تروسوتسكي)
- ليزا

## عقدة الرواية
يعيش فيلتشانينوف حياة عبثية مصحوبة بحالة اكتئاب مزمن في مدينة سان بيترسبورغ. يلتقي صدفة ببافيل بافلوفيتش، زوج عشيقته المتوفاة، والذي كانت زوجته تكنيه بالزوج الأبدي. أصبح بافلوفيتش أرملا سكيرا، يعيش مع ابنته ليزا، والتي تعامل معاملة سيئة من طرف والدها الذي يشك في أبوته لها، مما يجعلها في حالة مرضية دائمة. بعد مجموعة من اللقاءات والحوارات المعقدة بين الرجلين، يستنتج فيلتشانينوف بأن ليزا من صلبه.

يجد فيلتشانينوف نفسه في خضم إشكال معقد: يعي بواجبه بضرورة إنقاذ الطفلة، دون أن ينكشف أمر أبوته لها أمام تروسوتسكي. في نفس الآن، تبعث تصرفات تروسوتسكي شكا دائما في نفس فيلتشانينوف، حول علمه الافتراضي بالحقيقة. رغم وفاة الطفلة، تستمر العلاقة بين البطلين ضمن دوامة غريبة، عمادها حوارات تراجيكوميدية تتراوح بين أحاسيس متناقضة، بين الإعجاب والاحتقار، وبين الحب والكراهية.

## قراءات نقدية وامتدادات ثقافية
تتميز الرواية ببناء مستحكم للحوارات يظهر العمق النفسي للشخصيات، وباستعراض تصورات عميقة لمفاهيم الخير والشر والأخلاق، ولو أنها ليست بنفس درجة العمق التي ميزت أعمالا أخرى لدوستويفسكي كالإخوة كارامازوف والجريمة والعقاب مثلا.

تتميز الرواية أيضا بغنى أساليب مشاهدها السردية حيث تتناوب المأساة مع الملهاة، في نسق أقرب منه للمسرح من الرواية.

تم إسقاط الرواية، سينمائيا، من طرف المخرج الفرنسي بيير بيون Pierre Billon، سنة 1946، تحت عنوان «الرجل ذو القبعة المستديرة» L'Homme au chapeau rond.